# Pisa Indústria de Papéis
A Pisa Indústria de Papéis é uma indústria papeleira de papel-jornal do Brasil. A fábrica, localizada em Jaguariaíva, no Paraná, é uma unidade do grupo chileno BO Paper, líder na fabricação de papel para publicações na América Latina.

## História
A fábrica começou a operar em 1984 como "Pisa Papel de Imprensa S/A". Em 2000, passou a integrar o grupo Norske Skog, assim que esse incorporou a divisão de papel do grupo neozelandês Fletcher Challenge, do qual fez parte.
No dia 17 de junho de 2013, o Grupo Norske Skog anunciou a venda de 51% da unidade em Jaguariaíva para a chilena Papeles Bio Bio, controlada pelo grupo BO/Pathfinder. Em 21 de janeiro de 2014, a venda dos 49% restantes da Norske Skog foi concluída, de modo que a fábrica passou a ser inteiramente controlada pela Bio Bio Papeles, atual BO Paper, A unidade passou a ser denominada BO Paper Pisa. O mesmo grupo chileno adquiriu em 2015 a unidade vizinha, Fábrica de Papel de Arapoti, agora BO Paper Arapoti, que anteriormente pertencia a Stora Enso. O Grupo BO Paper tornou-se o maior produtor de papéis para impressão na América do Sul, produzindo 300 mil toneladas de papel por ano somente no Paraná.
A unidade BO Paper Pisa tem capacidade de produção de aproximadamente 170 mil toneladas de papel por ano e fornece cerca de 30% do mercado nacional de publicações, dentre jornais, gráficas, listas telefônicas e outros.[carece de fontes?]